# Franz Brulliot
Franz Josef Augustinus Brulliot, född 16 februari 1780 i Düsseldorf, död 13 november 1836 i München, var en tysk grafiker (kopparstickare), konsthistoriker och konservator vid Münchens kopparstickssamling. Han forskade kring gravyrkonsten och gav bland bland annat Dictionnaire des monogrammes (1817, andra upplagan 1833-34). Han var son till Joseph Brulliot.